# اسکاتلرها

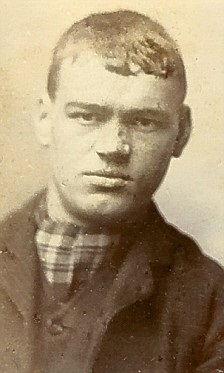
یک اسکاتلر که در سال ۱۸۹۰ دستگیر شده‌است.

اسکاتلرها اعضای باندهای جوانان محله‌ای (معروف به باندهای کشتار) بودند که در اواخر قرن نوزدهم در مناطق طبقه کارگر منچستر، سالفورد و شهرستان‌های اطراف تشکیل شدند. اسکاتلرها با باندهای خیابانی لندن در دهه ۱۸۹۰ که رفتارشان برچسب هولیگانیسم نامیده می‌شد، تشابهاتی داشت. الکساندر دیوین، مفسر اجتماعی، فرهنگ باند را به عدم کنترل والدین، فقدان انضباط در مدارس، «ادبیات پایه» و یکنواختی زندگی در زاغه‌های منچستر نسبت داد. 
باندها در سرتاسر محله‌های فقیر نشین مرکز منچستر، در شهرستان‌های برادفورد، گورتون و اپن شاو تشکیل شدند. درگیری‌های گروهی در اوایل دهه ۱۸۷۰ در منچستر شروع شد و به مدت ۳۰ سال به‌طور پراکنده ادامه یافت و در اواخر دهه ۱۸۹۰ از شدت و تکرار آن کاسته شد.